# Michele Panico
Michele Panico   (Nàpols, 16 de juliol de 1830 - 1875 (>1875)) fou un compositor italià.
Estudià en el Conservatori de la seva ciutat natal i en el de Milà, i corre la brama que estava dotat d'una memòria tan prodigiosa, que una vegada executà al piano, sense partitura, quasi tota una òpera de Pacini que s'havia estrenat la nit abans.
A més de les òperes La figlia di Domenico, Stella (1859) i Claudina, i l'opereta Si o no, va compondre una missa a gran orquestra (1875), diverses obres religioses i bon nombre de melodies vocals.